# Ocker (flod)

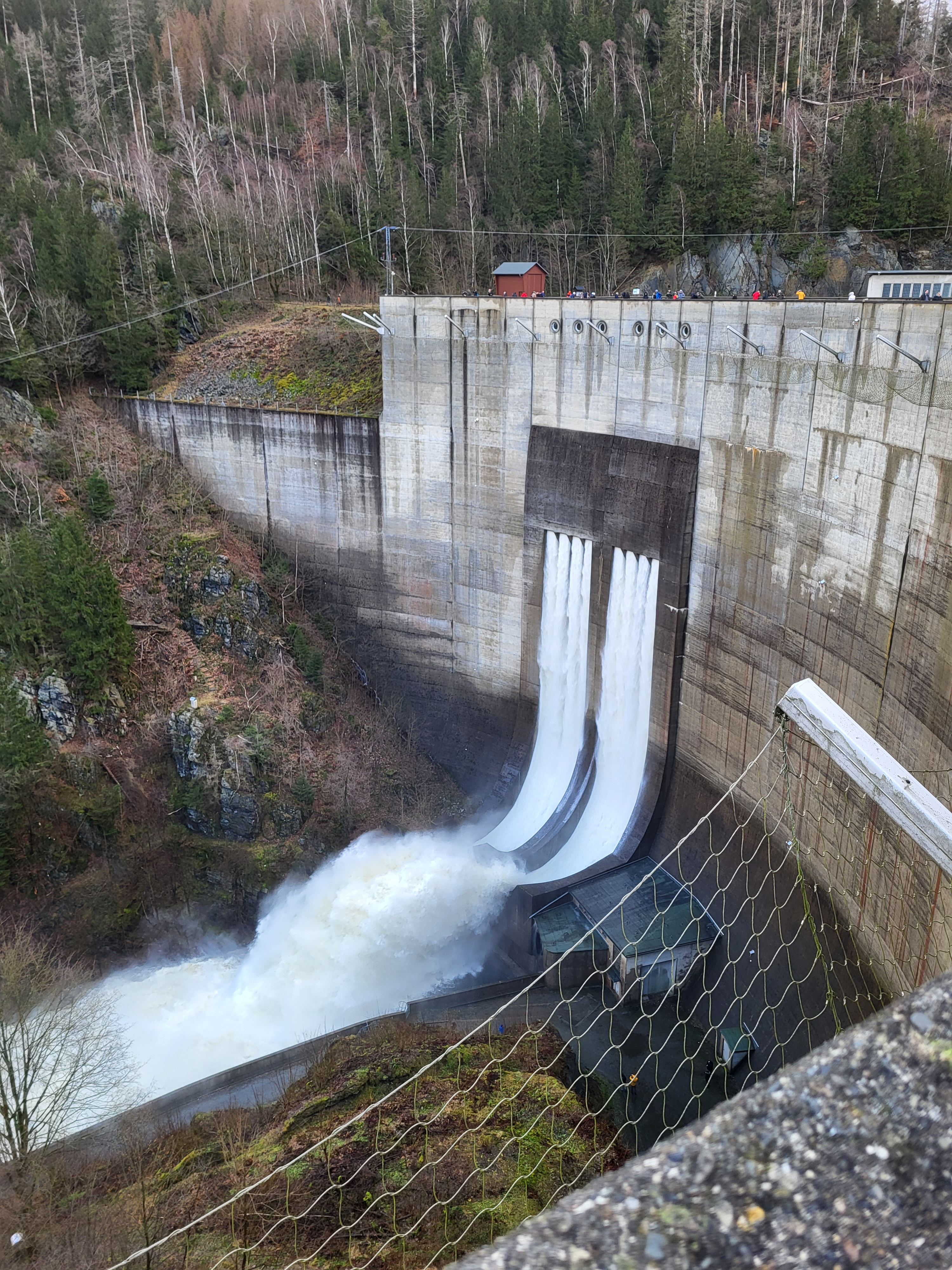
Okertalsperre med öppna slussar

Ocker (Oker ), biflod till Aller, upprinner i Oberharz, flyter med nordlig huvudriktning genom Niedersachsen, genom staden Braunschweig och mynnar vid Müden (Aller) i Aller. Ocker är 105 km lång. 
Källan ligger ungefär 900 meter över havet och den övre delen används för forsränning. Vid orten Altenau finns en vattenmagasin (Okertalsperre) och här förekommer kanotåkning. Under vanliga förhållanden öppnas slussarna varje fredag och lördag. Forsränningen som sker nedanför dammbyggnaden är utriktad på elitåkare. Nära muren ligger ett vattenfall.
Vid orten Wülperode bildade floden Ocker gränsen mellan Öst- och Västtyskland. Gränsanläggningar fanns en bit innåt på den östra sidan och därför blev en värdefull flodslätt orörd under tiden. Efter återföreningen blev landskapet ett naturskyddsområde.